# Арне Нордгейм
Арне Нордгейм (20 червня 1931 — 5 червня 2010) — норвезький композитор. Нордгейм отримав численні нагороди за свої твори, а з 1982 року жив у почесній резиденції норвезького уряду Гроттен, поруч із Королівським палацом в Осло. У 1997 році його обрали почесним членом Міжнародного товариства сучасної музики. 18 серпня 2006 року Арне Нордгейм здобув ступінь доктора honoris causa у Норвезькій музичній академії. Він помер у віці 78 років і був похоронений державою.

## Музична освіта

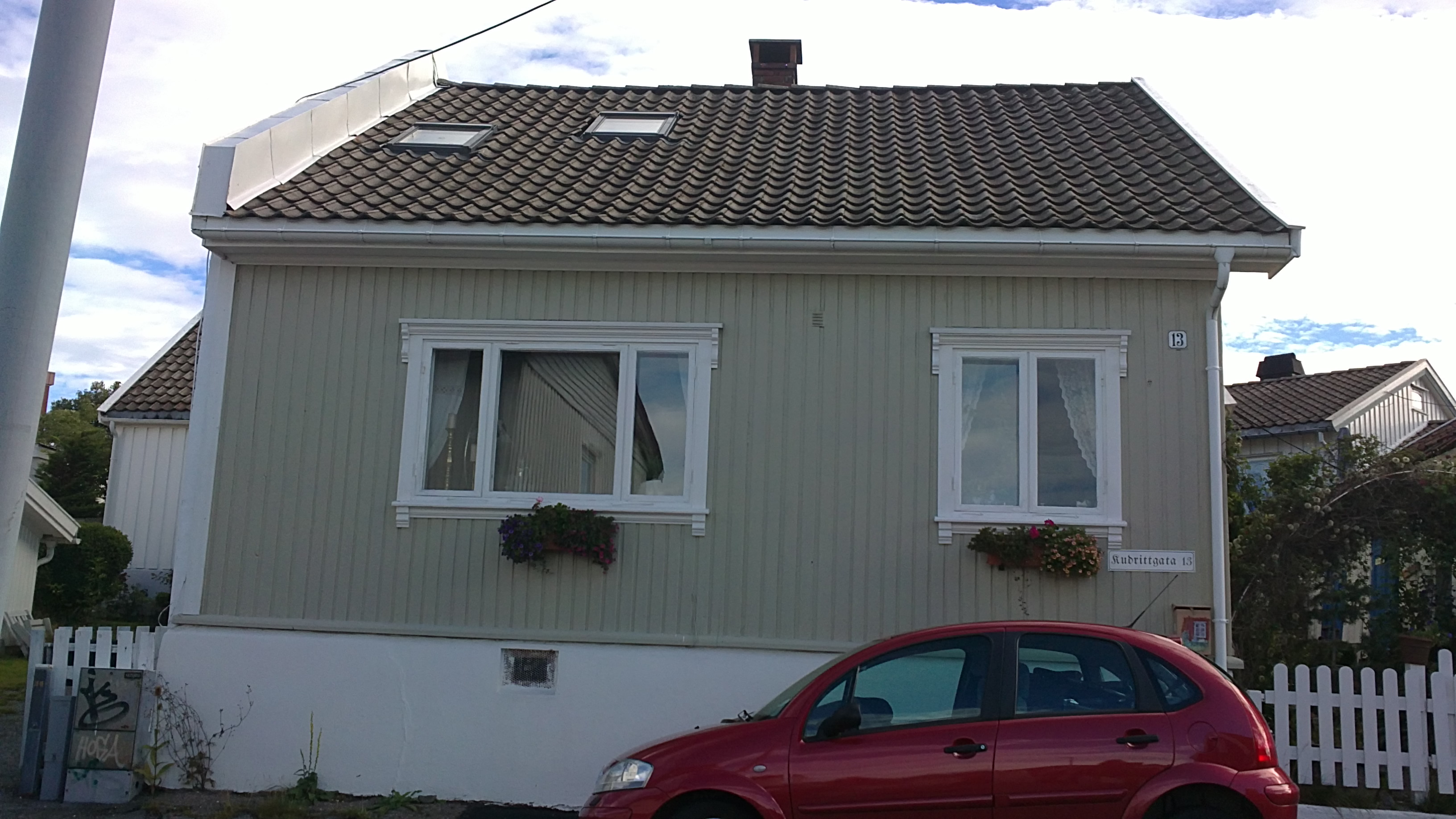
Дім дитинства Арне Нордхайма за адресою Øvre Jegersborggate, 13.

У тодішній Музичній консерваторії Осло (нині Норвезька музична академія), де Нордгейм навчався з 1948 до 1952 рік, він почав як студент теорії та органіст, але змінив курс на композицію, навчаючись у Карла Августа Андерсена (1903—1970), Б'ярне Брустада та Конрада Бадена. Потім у 1955 році він навчався у Вагна Гольмбоє у Копенгагені та вивчав конкретну музику у Парижі. Пізніше він вивчав електронну музику у Білтховені (1959) і багато разів відвідував Експериментальну студію Польського радіо (1967—1972), де було реалізовано багато його ранніх електронних творів (зокрема «Pace», «Solitaire» та «Lux et tenebrae»). У 2005 році багато втрачених і забутих плівок електронних композицій для радіопостановок для Норвезької телерадіомовної корпорації (NRK) було знову відкрито, нагадуючи нам, що Нордйм також розвинув свою електронну музичну мову у своїй країні.

## Кар'єра
Його есе для струнного квартету вперше виконали у Стокгольмі у 1954 році, але Нордгейм завжди вважав свій струнний квартет 1956 року опусом 1. Його музична творчість зосереджена навколо тем «самотності, смерті, кохання та пейзажу»; ці теми вже очевидні в його пісенному циклі «Aftonland» («Вечірня земля», 1959), на вірші шведського поета Пера Лагерквіста, який приніс йому національне визнання. Канцона для оркестру 1961 року принесла міжнародний успіх. Натхненна канцоном Джованні Габріелі, твір демонструє історичні погляди Нордгейма, а також його захоплення простором як параметром музики. Занепокоєння Нордгейма простором у поєднанні з його зосередженістю на смерті та людських стражданнях об'єднано у, мабуть, його найвідомішому творі «Epitaffio per orchestra e nastro magnetico» (1963). Написаний у пам'ять про норвезького флейтиста Альфа Андерсена, який помер того року у дуже молодому віці, ця робота містить вірш Сальваторе Квазімодо «Ed è sùbito sera». Спочатку задуманий для оркестру та хору, Нордгейм зрозумів, що його бажання, щоб весь простір виступу «співав», краще досягнути за допомогою електронних засобів. Результатом є дивовижне, майже непомітне, змішування звуків оркестру з хоровими звуками стрічки, де заключний рядок «ed è sùbito sera» («і раптом вечір») — це єдина частина тексту, яку можна почути.
Його пізніші твори зокрема «The Tempest» (1979), «Klokkesong» (1984), «Magma» (1988), «Violin Concerto» (1996) і «Fonos» для тромбона з оркестром (2004). Невми та звуки середньовічних дзвонів у дерев'яній церкві Каупангера надихнули Арне Норгейма на створення «Klokkesong», який вперше прозвучав у церкві. У «Бурі», балеті, заснованому на п'єсі Шекспіра, електроніка та звуки оркестру знову змішані, тоді як увага зосереджена більше на вокальній музиці (наприклад, «подвійний голос» Калібана), водночас як Нордгейм продовжує використовувати історичні елементи шляхом включення музичного ребуса Леонардо да Вінчі, розгадка якого звучить так: «Amore sol la mi fa remirare, la sol mi fa sollecita».
У 1968 році Арне Нордгейм отримав Музичну премію Північної Ради за його «Eco» для сопрано, двох хорів й оркестру. Ця робота знаменує собою початок нового етапу розвитку, на якому Нордгейм довів, що може створювати електрофонічні тембри зі звичайних інструментів.
У 1970 році він і звукорежисер Євгеніуш Руднік зробили твір «Poly-Poly» для скандинавського павільйону на Expo '70 в Осаці. Ця звукова інсталяція складалася з шести стрічок різної довжини, які відтворювалися циклічно, таким чином, що твір не повторюватиметься протягом 102 років. 21-хвилинна концертна версія була випущена через рік під назвою «Lux et Tenebrae».
Протягом своєї кар'єри Нордгейм отримував низку замовлень, зокрема «Greening» (1973) для Зубіна Мети та симфонічного оркестру Лос-Анджелеса; балет «Штормен» (1979) для фестивалю Швецінгера у Німеччині; концерт для віолончелі «Tenebrae» (1980) для Мстислава Ростроповича; «Аврора» (1983) для вокального ансамблю Electric Phoenix та оркестрова робота «Magma» (1988) для оркестру Консертгебау в Амстердамі. Серед інших великих праць «Wirklicher Wald» (1983) для сопрано, віолончелі, хору й оркестру, замовлену до сторіччя Музичної консерваторії Осло, та «Boomerang» (1985) для гобоя та камерного оркестру, написану для Норвезького камерного оркестру.
«Draumkvedet» — це монументальний сценічний твір для оркестру, (акторського) камерного хору, солістів і танцюристів, який виконувався 40 разів у 1994 році з радіооркестром Broadcasting Corporation і Grex Vocalis. Запис цих виконавців під керівництвом Інгара Берґбі зробили у 2001 році та випустила Simax (Simax PSC 1169) у 2006 році як набір із двох компакт-дисків. Твір на основі середньовічної норвезької поеми («Draumkvedet») створили на честь тисячоліття міста Тронгейм у 1997 році.
Нордгейм був великим шанувальником драматурга Генріка Ібсена та приділяв час вивченню його життя та літературної творчості. Нордгейм створив музику для вистави «Пер Ґінт» на Національній сцені. Він неодноразово проводив доповіді «Підходи трьох композиторів до Пер Ґінта», у яких наголошував, що музика Едварда Ґріга для «Смерті Аасе» була взята та поєднана з власною композицією Нордгейма. Звичайно, обидва композитори вирішили написати партитуру для цієї сцени сі мінор.
На честь 70-річчя Нордгейма у 2001 році відбувся святковий концерт за участю філармонічного оркестру Осло. Міністерство культури та церковних справ Норвегії також відзначило композитора та заснувало премію Арне Нордгейма, яка щорічно отримує композитору з Норвегії.
У наступні роки Нордгейм страждав від деменції та помер рано у суботу, 5 червня 2010 року, після тривалої хвороби. Державні похорони відбулися у кафедральному соборі Осло 16 червня.

## Призи та нагороди
- 1975: член Королівської шведської академії музики
- 1981: Премія Ліндемана
- 1990: Почесна нагорода Ради мистецтв Норвегії
- 1993: Премія Генріка Штеффенса
- 1997: Культурна премія імені Андерса Яре (спільно з Гордоном Хельмебакком)[19]
- 2001: Мистецька премія Вестфолл
- 2001: Культурна премія Осло

## Визнання
3457 Арненордхайм, астероїд у головному поясі астероїдів між планетами Марс і Юпітер, назвали на його честь після її відкриття у 1985 році.

## Культурні посилання
- Популярність Арне Нордгейма надзвичайно зросла, коли Френк Заппа прибув до Копенгагена у 1973 році і сказав журналістам, що хоче зустрітися з ним. Пізніше Заппа виступав у Норвегії з Nordheim як VIP-гість. Між ними зав'язалася дружба на все життя, і Нордгейма запросили до США. Заппа завжди відвідував Нордгейм під час виступів у Норвегії[20].
- Норвезький художник Гокон Блекен створив серію великих малюнків вугіллям, натхненних цитатою Нордгейма про те, що «музика живе у проміжку між поезією та катастрофою»[21].
- «A Study Dedicated to Arne Nordheim» — це назва треку в альбомі Hemmelig Tempo «Who Put John Cage on the Guestlist?» (2010).

## Вибіркові твори

#### Музика для сценічних постановок
- Katharsis (ballet), orchestra and tape (1962)
- Favola (music drama for TV), 2 singers, 10 dancers, orchestra, and tape (1963)
- Ariadne (ballet based on cantata Tempora Noctis), (1977)
- Stormen (ballet), 2 singers, orchestra, tape, (1979)
- Kong Lear (theatre music), (1985)
- Antigone (theatre music), (1991)
- Draumkvedet (music drama), vocal soloists, dancers, choir, orchestra, tape, (1994)

#### Оркестрові твори та концерти
- Canzona, orchestra, (1960)
- Epitaffio, orchestra and tape, (1963)
- Eco (text: S. Quasimodo), soprano, children's choir, mixed choir and orchestra, (1968)
- Floating, orchestra, (1970)
- Greening, orchestra, (1973)
- Doria (text: E. Pound), tenor and orchestra, (1975)
- Nachruf for Strings, (1975)
- Spur, accordion and orchestra, (1975)
- Tempora Noctis (text: Ovid), soprano, mezzo-soprano, orchestra and tape, (1979)
- The Tempest Suite (text: W. Shakespeare), soprano, barython, orchestra and tape, (1979)
- Tenebrae, cello and orchestra, (1982)
- Wirklicher Wald (text: R. M. Rilke), soprano, cello, mixed choir and (1983)
- Boomerang, oboe and chamber orchestra, (1985)
- Recall and Signals, symphonic wind ensemble, percussion and emulator, (1986)
- Rendezvous for strings, (1987)
- Magma, orchestra, (1988)
- Monolith, orchestra, (1991)
- Adieu, string orchestra and bell instruments, (1994)
- Cada Cancion (text: F. Garcia Lorca), children's choir, mixed choir and orchestra, (1994)
- Non Gridate (text: G. Ungaretti), soprano, mixed choir and orchestra, (1995)
- Confutatis, soprano, mixed choir and orchestra (1995)
- Nedstigningen (text: S. Mehren, Job, Catullus, Dante), recitation, soprano, girl's choir, orchestra and electronics, (1996)
- Violin Concerto, (1996)
- Nidaros (1997)

#### Камерна музика
- Essay, string quartet, (1954)
- Epigram, string quartet, (1955)
- Strykekvartett, (1956)
- Aftonland (text: P. Lagerkvist), soprano and chamber ensemble, (1957)
- Partita, viola, cembalo and percussion, (1963)
- Response I, 2 percussionists and tape, (1966)
- Signaler, accordion, el-guitar and percussion, (1967)
- Response II, 1 percussionists and tape, (1968)
- Colorazione, Hammond-organ, percussion, electronic delay, ring-modulator filters, (1968/1982)
- Partita II, el-guitar, (1969)
- Dinosauros, accordion and tape, (1971)
- Listen, piano, (1971)
- OHM, (1971)
- The Hunting of the Snark, trombone solo, (1975)
- To One Singing (text: P. B. Shelley), tenor and harpe, (1975)
- Be Not Afeard (text: W. Shakespeare), soprano, baryton, chamber ensemble and tape, (1977)
- Response, organ, 4 percussionists and tape, (1977)
- Response IV, 4 percussionists and tape, (1977)
- Clamavi, cello solo, (1980)
- Partita for Six Double Basses, (1982)
- Aurora (text: Salme 139, Dante), 4 singers, crotali and tape, (1983)
- Flashing, accordion solo, (1986)
- Partita für Paul, violin with electronic delay, (1985)
- Acantus Firmus, jazz vocalist, Hardanger Fiddle and tape, (1987)
- The Return of the Snark, trombone and tape, (1987)
- Tractatus, solo flute and chamber ensemble, (1987)
- Tre Voci (text: F. Petrarca, G. Bruno, G. Ungaretti), soprano and chamber ensemble, (1988)
- Duplex, violin and viola, (1991)
- Magic Island (text: W. Shakespeare), soprano, baryton, chamber orchestra and tape, (1992)
- Suite per violoncello solo, (1996)
- Three Stanzas, double bass solo, (1998)
- Strykekvartett, (2001)
- Solar Plexus (text: G. Johannessen (2002)
- Partita per carillon, (2002)

#### Хор
- Aurora 4 solo voices, mixed choir, 2 percussion groups and tape, (1983)
- Music to Two Fragments to Music by Shelley (text: P. B. Shelley), female choir, (1985)
- Tres Lamentationes (Secundum Hieremiam Prophetam), mixed choir, (1985)

#### Електроакустична музика та змішана техніка
- Ode til lyset, (1968)
- Solitaire, (1968)
- Warszawa, (1968)
- Pace, (1970)
- Forbindelser for fem byer (1975)
- Poly-Poly, based on Lux et tenebrae (1970), electro-acoustic music for the Scandinavian pavilion at the Expo 70 in Osaka, Japan, (1979)
- Nedstigningen, (1996)

#### Музику для фільмів і телепередач
- Læraren (TV) (1963)
- Klimaks (1965)
- Stoppested (TV) (1966)
- En dag i Ivan Denisovitsj' liv (1970)
- Dagny (1977)
- I solkorsets tegn (TV) (1981)
- Forfølgelsen (1981)
- Ja, vi elsker (1983)
- Kong Lear (TV) (1985)
- Stella Polaris (1993)

### Дискографія— вибіркові релізи
- Epitaffio (2011)
- Einar Steen-Nøkleberg, Nordheim — Beethoven — Nordheim (2007)
- Draumkvedet (2006)
- Dodeka (2003)
- Listen — the Art of Arne Nordheim (2002)
- Peter Herresthal, Arne Nordheim — Complete Violin Music (2001)
- Ketil Hvoslef, Soon-Mi Chung, Stephan Barratt-Due, Wolfgang Amadeus Mozart, Duodu — Duoer for fiolin og Bratsj / Soon-Mi Chung og Stephan Barratt-Due (1994)
- The Norwegian String Quartet, Terje Tønnesen, Nordheim; Hallgrimsson (1990)
- The Norwegian String Quartet, Arne Nordheim — Antonio Bibalo — String Quartets (1987)
- The Tempest: Suite From The Ballet (1980)
- Musique Électronique Norvégienne with Alfred Janson and Bjørn Fongaard (1968)